# Parkdale (Misuri)
Parkdale es una villa ubicada en el condado de Jefferson en el estado estadounidense de Misuri. En el Censo de 2010 tenía una población de 170 habitantes y una densidad poblacional de 520,93 personas por km².

## Geografía
Parkdale se encuentra ubicada en las coordenadas 38°28′51″N 90°31′37″O / 38.48083, -90.52694. Según la Oficina del Censo de los Estados Unidos, Parkdale tiene una superficie total de 0.33 km², de la cual 0.33 km² corresponden a tierra firme y (0%) 0 km² es agua.

## Demografía
Según el censo de 2010, había 170 personas residiendo en Parkdale. La densidad de población era de 520,93 hab./km². De los 170 habitantes, Parkdale estaba compuesto por el 96.47% blancos, el 0.59% eran afroamericanos, el 0% eran amerindios, el 2.35% eran asiáticos, el 0% eran isleños del Pacífico, el 0% eran de otras razas y el 0.59% pertenecían a dos o más razas. Del total de la población el 0.59% eran hispanos o latinos de cualquier raza.